# Västbytjärnen
Västbytjärnen är en sjö i Sollefteå kommun i Ångermanland och ingår i Ångermanälvens huvudavrinningsområde. Sjön har en area på 0,0421 kvadratkilometer och ligger 232,1 meter över havet.

## Delavrinningsområde
Västbytjärnen ingår i det delavrinningsområde (700617-155639) som SMHI kallar för Utloppet av Helgumssjön. Medelhöjden är 168 meter över havet och ytan är 48,53 kvadratkilometer. Räknas de 972 avrinningsområdena uppströms in blir den ackumulerade arean 8 698,25 kvadratkilometer. Faxälven som avvattnar avrinningsområdet har biflödesordning 2, vilket innebär att vattnet flödar genom totalt 2 vattendrag innan det når havet efter 64 kilometer. Avrinningsområdet består mestadels av skog (51 procent), öppen mark (13 procent) och jordbruk (12 procent). Avrinningsområdet har 8,45 kvadratkilometer vattenytor vilket ger det en sjöprocent på 17,4 procent.